# George A. Bagley

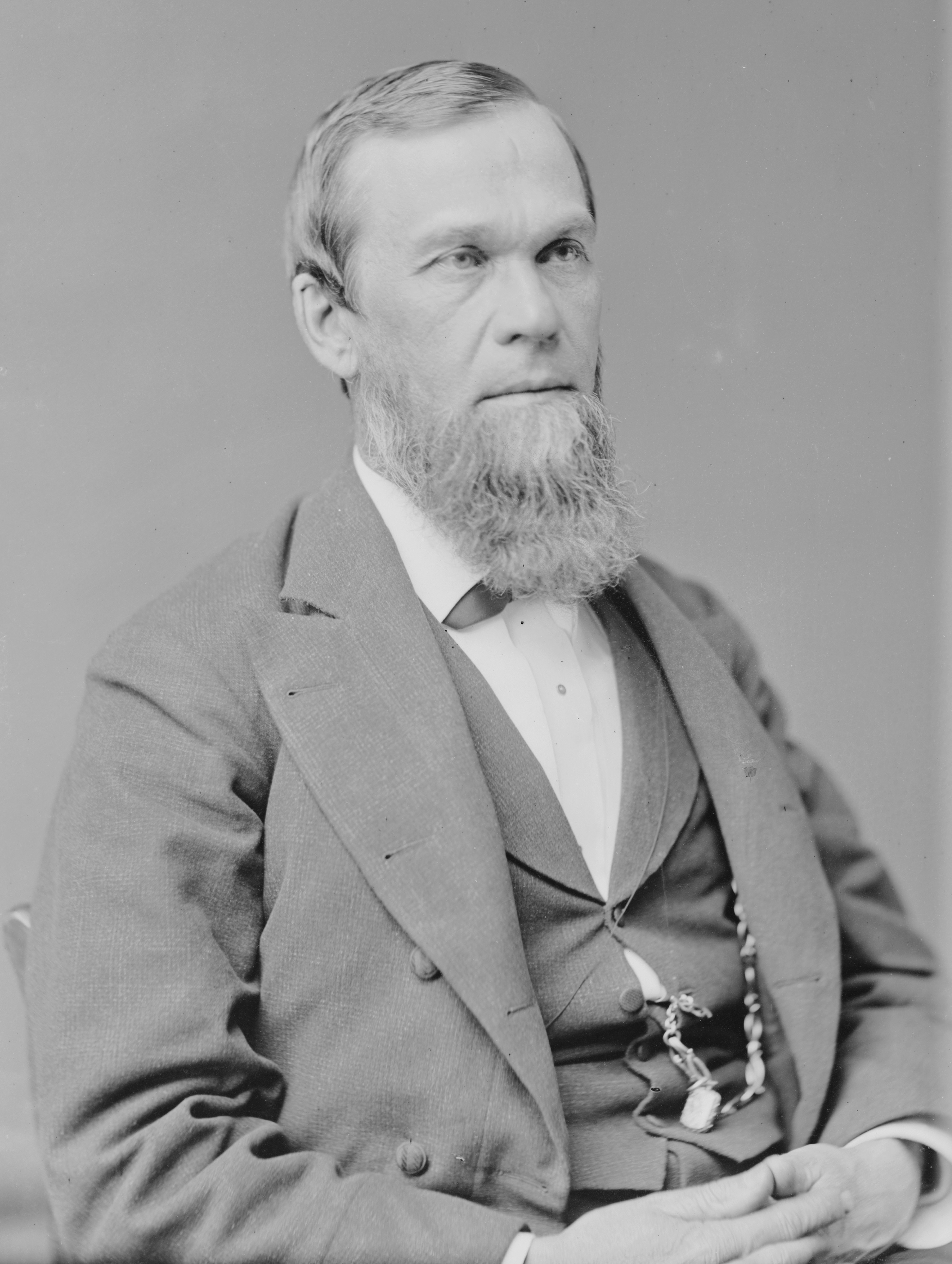
George A. Bagley

George Augustus Bagley (* 22. Juli 1826 in Watertown, New York; † 12. Mai 1915 ebenda) war ein US-amerikanischer Jurist und Politiker. Zwischen 1875 und 1879 vertrat er den Bundesstaat New York im US-Repräsentantenhaus.

## Werdegang
George Augustus Bagley erhielt eine akademische Ausbildung. Er studierte Jura. Nach dem Erhalt seiner Zulassung als Anwalt 1847 begann er in Watertown zu praktizieren. 1853 gab er seine Tätigkeit als Anwalt auf und ging der Herstellung von Eisen nach. Er war zwischen 1865 und 1868 Supervisor von Watertown. Während dieser Zeit bekleidete er 1866 den Posten als Präsident der Village. Politisch gehörte er der Republikanischen Partei an.
Bei den Kongresswahlen des Jahres 1874 für den 44. Kongress wurde Bagley im 22. Wahlbezirk von New York in das US-Repräsentantenhaus in Washington, D.C. gewählt, wo er am 4. März 1875 die Nachfolge von Ellis H. Roberts antrat. Er wurde einmal wiedergewählt und schied dann nach dem 3. März 1879 aus dem Kongress aus.
Nach seiner Kongresszeit ging er wieder der Herstellung von Eisen nach. Er starb während des Ersten Weltkrieges in Watertown und wurde auf dem Brookside Cemetery beigesetzt.